# Мяннікусте
Мя́ннікусте (ест. Männikuste küla) — село в Естонії, у волості Тистамаа повіту Пярнумаа.

## Населення
Чисельність населення на 31 грудня 2011 року становила 90 осіб.

## Географія
Село розташоване поблизу озера Тигела (Tõhela järv).
Через село проходить автошлях 131 (Каллі — Тистамаа — Вяраті).

## Історичні пам'ятки

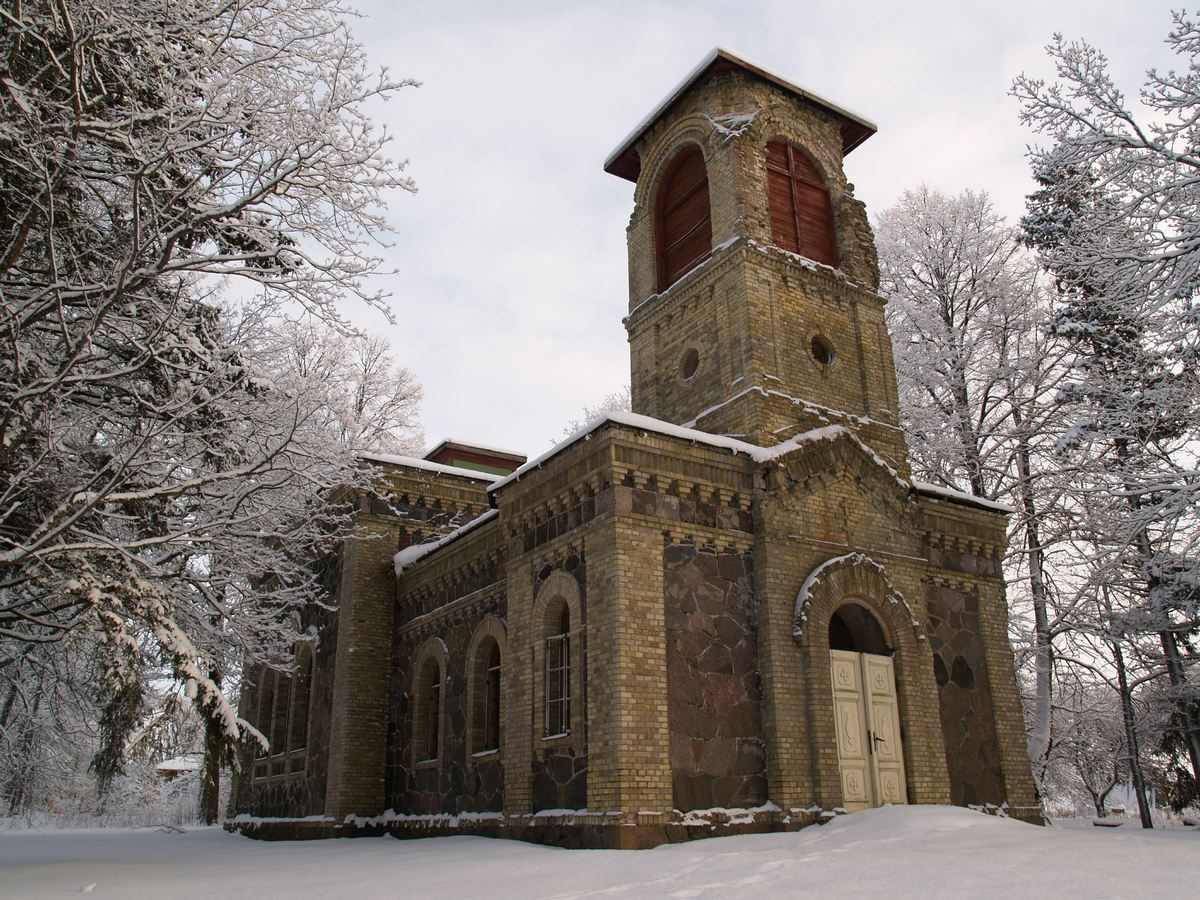
Церква Іоанна Хрестителя

У 1894 році в Мяннікусте почалось будівництво церкви Іоанна Хрестителя (Tõhela Ristija Johannese kirik). Храм належить до Естонської Апостольсько-Православної Церкви. Служіння в церкві припинилось у 1962 році.

## Пам'ятки природи
На схід від села лежить територія природного заповідника Нятсі-Вилла (Nätsi-Võlla looduskaitseala).